# خوپه
خوپه (به لهستانی:  Hopy) یک روستا در لهستان است که در گمینا پژودکووو واقع شده‌است. خوپه ۳۶۱ نفر جمعیت دارد.